# Andreasplatz
Andreasplatz è la piazza di Hildesheim circondante la Chiesa di Sant'Andrea. La parte nord della chiesa viene utilizzata come luogo alternativo per il mercato settimanale e all'occorrenza per il mercatino di Natale. La piazza è di proprietà della congregazione evangelica luterana di Sant'Andrea, ma è aperta al pubblico.

## Storia

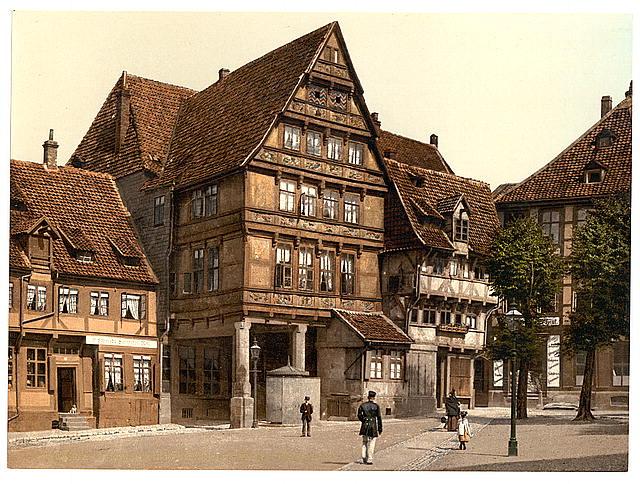
Andreasplatz tra il 1890 e il 1900, al centro la Pfeilerhaus, a destra l'Umgestülpter Zuckerhut.

La piazza era la piazza del mercato del centro storico di Hildesheim dal 1000 al 1250 circa. Precedentemente il centro economico si trovava nella vecchia piazza del mercato, per poi spostarsi più a est, nell'odierna piazza del mercato, dove fu costruito l'attuale municipio; Dal 1300 circa si chiamò anche Lutkemarkt. Fino al 1810 la piazza venne utilizzata anche come cimitero. Dal 1195 al 1871 venne ufficialmente chiamata Andreas-Kirchhof.

L'Umgestülpter Zuckerhut fu distrutta nel bombardamento su Hildesheim del 22 marzo 1945, così come il Trinitatis Hospital e la Pfeilerhaus. Durante la ricostruzione la Vecchia Zecca venne rialzata di un piano, mentre l'Umgestülpter è stata ricostruita nel 2009-2010. Sul lato sud della piazza, la Fontana di Bugenhagen commemora l'introduzione della Riforma a Hildesheim nel 1542 da parte di Johannes Bugenhagen. Dal 2015 sul lato nord si trova la Scultura della Parola.